# Tena Štivičić
Tena Štivičić ([tɛ̝̌ːna ʃtîv̞itʃitɕ]; * 5. September 1977) ist eine kroatische Dramatikerin und Drehbuchautorin. Sie ist Preisträgerin des Susan Smith Blackburn Prize 2014/15.

## Frühes Leben und Ausbildung
Sie wurde in Zagreb geboren, wo sie an der Akademie für Schauspielkunst studierte. Sie erwarb einen Abschluss in „Writing for Performance“ vom Goldsmiths College, University of London.

## Karriere
Štivičić hat an Theaterveranstaltungen wie Future Perfect, dem Paines Plough Young Writers Programme und der 50-Jahr-Feier des Royal Court Theatre teilgenommen. Sie schreibt Stücke auf Englisch und Kroatisch.
Zu ihren wichtigsten Werken in englischer Sprache gehören: Can’t Escape Sundays, Perceval, Psssst, Two of Us, Goldoni Terminus, Fragile! und Fireflies. Ihre Stücke wurden in mindestens zehn europäischen Ländern aufgeführt. Fragile!, inszeniert von Matjaž Pograjc und produziert vom Theater Mladinsko, wurde auf Festivals in Kroatien und Slowenien mehrfach ausgezeichnet. 2007 schrieb sie zusammen mit ihrem Vater Ivo Štivičić das Stück Pijana noć 1918 (Betrunkene Nacht 1918) für das Theater Ulysses in Zagreb. Ihr Projekt Goldoni Terminus wurde 2007 auf der Biennale in Venedig gezeigt.
Ihr am National Theatre in London uraufgeführtes Stück Drei Winter gewann 2015 den Susan Smith Blackburn Prize. Das Stück erzählt als Familiensaga von Kroatiens Weg in die Unabhängigkeit und verfolgt dabei anhand der Geschichte einer Familie, beginnend im Jahr 1945 über den Zerfall Jugoslawiens bis zum EU-Beitritt Kroatiens, die politischen Umwälzungen und persönlichen Schicksale dreier Generationen. Der Titel bezieht sich auf drei entscheidende politische Wendepunkte in der jüngeren kroatischen Geschichte: das Jahr 1945 nach dem Zweiten Weltkrieg, 1990 mit Beginn der Jugoslawienkriege und 2011 zum Auftakt der EU-Beitrittsverhandlungen. In Deutschland wurde Drei Winter u. a. am Theater am Domhof in Osnabrück aufgeführt, wo es in der Regie von Kathrin Mayr inszeniert wurde. Das Stück wurde dabei sowohl für seine Darstellung persönlicher Konflikte innerhalb der Familie als auch für seine Verbindung dieser Konflikte mit größeren politischen und historischen Veränderungen gelobt.
2025 schrieb sie als Auftragsarbeit für das Berliner Ensemble das Stück Die Verstreuten., für das sie den Helene Weigel Theaterpreis erhielt.

## Persönliches
Tena Štivičić lebt in London und ist mit dem Schauspieler Douglas Henshall verheiratet.

## Deutschsprachige Hörspielbearbeitung
- 2002: Immer wieder sonntags – Übersetzung: Jana Mayer-Kristic, Regie: Alexander Schuhmacher (Deutschlandradio; Erstsendung: 1. März 2002, Dauer: 47:44 Minuten)

Für das Theaterstück Can't escape Sundays, das hier als Vorlage diente, erhielt die Autorin, die neben Theaterstücken auch Hörspiele schrieb, den Marin-Drzic-Preis für das beste Stück des Jahres.